# San Fernando del Valle de Catamarca
San Fernando del Valle de Catamarca, oficialmente Ciudad de San Fernando del Valle de Catamarca, es la capital de la provincia argentina de Catamarca y la ciudad cabecera de su departamento Capital. Se trata de un centro comercial y turístico. Además cuenta con una activa vida cultural, que se desarrolla en su universidad, instituciones y museos.
Se encuentra a orillas del río del Valle y al pie de la sierra de Ambato y de la sierra de Ancasti, tiene 399 km² y se halla a 550 m s. n. m. Cuenta con 159.139 habitantes, los que, sumados a los 35 916 habitantes de los otros departamentos del Valle Central (Valle Viejo y Fray Mamerto Esquiú), representan alrededor del 53,29 % de la población de la provincia, contando actualmente con 230 000 habitantes.
San Fernando del Valle fue fundada el 5 de julio de 1683 por Fernando de Mendoza y Mate de Luna, luego de varias fundaciones en las que el pueblo había sido bautizado con diferentes nombres y trasladado a diferentes lugares del actual territorio de la provincia de Catamarca. La ubicación de la ciudad constituía un paraje obligado para las comunicaciones de Santiago del Estero y San Miguel de Tucumán con La Rioja, y además se trataba de una zona de tierra fértil.
Es un centro turístico por excelencia de la provincia, siendo su arquitectura colonial uno de sus principales atractivos, y sirve como enlace a muchos otros puntos turísticos. Además, se trata de un importante centro religioso. Uno de los principales eventos es la peregrinación a la Virgen del Valle, en la que cientos de peregrinos llegan a la ciudad para visitar la iglesia de la Virgen del Valle (1694), con la imagen venerada de Nuestra Señora del Valle.
A San Fernando se puede llegar por vía aérea, en el Aeropuerto Coronel Felipe Varela, ubicado a 15 km al sudeste de la ciudad, con vuelos regulares a Buenos Aires y La Rioja, o por vía terrestre en coche o en ómnibus, en la Terminal de Ómnibus de San Fernando del Valle de Catamarca.

## Geografía

### Ubicación

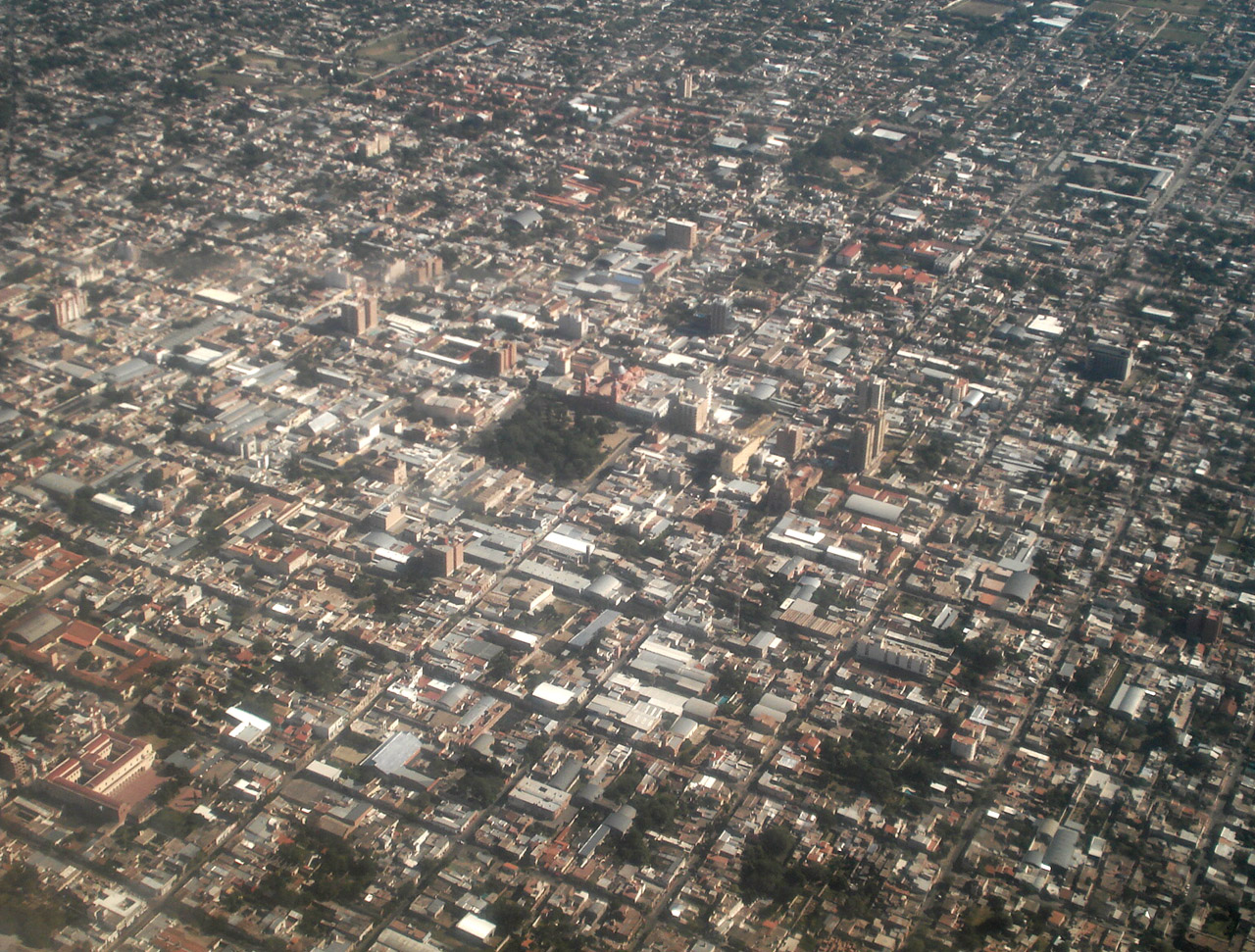
Vista aérea del centro de San Fernando del Valle de Catamarca.

La ciudad está ubicada en un valle que se encuentra delimitado por dos sierras: la Ambato y la Ancasti. Se encuentra a una altitud de 519 m s. n. m. El río del Valle cruza la ciudad por la zona sudeste, viniendo desde el Dique Las Pirquitas y continuando su trayecto hacia el sur, por el Departamento Valle Viejo. La ciudad se encuentra en el departamento Capital y forma un aglomerado urbano con las ciudades de San Isidro (Departamento Valle Viejo) y San José (Departamento Fray Mamerto Esquiú).

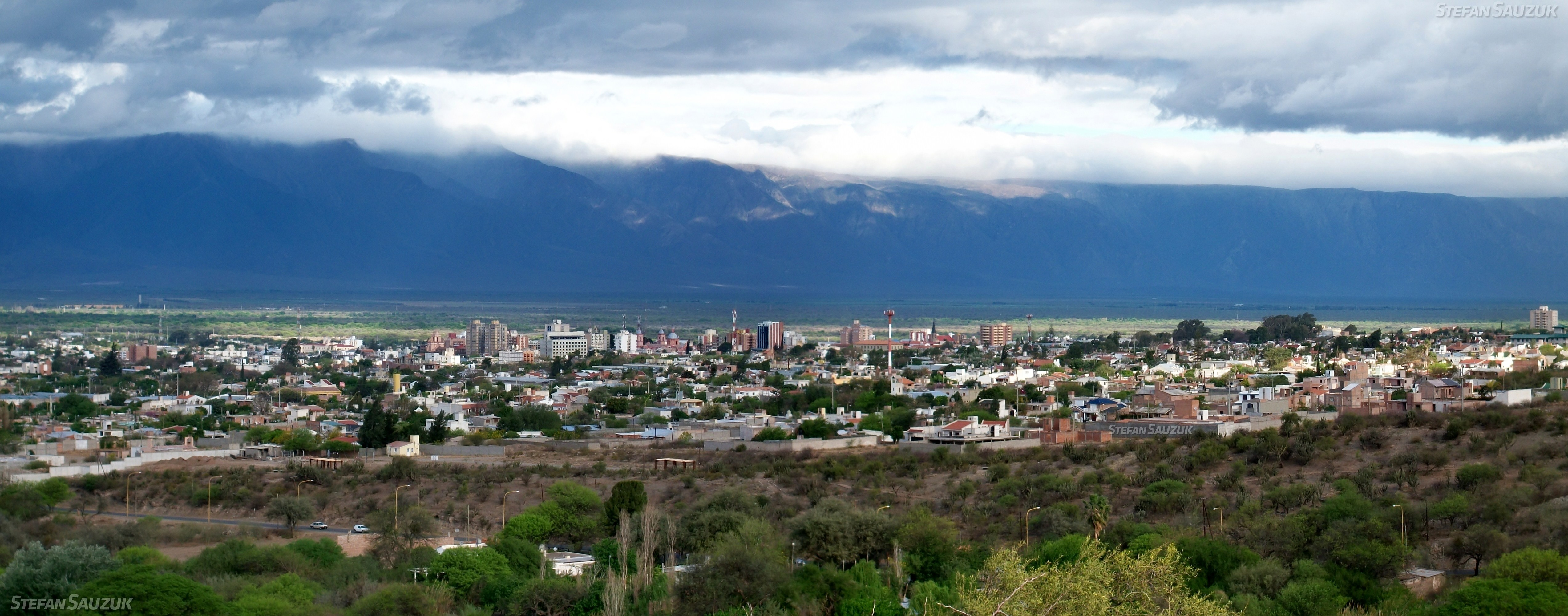
Ciudad de San Fernando del Valle de Catamarca desde la Sierra Colorada. Se puede apreciar en la foto el centro de la ciudad con los edificios ubicados en el casco céntrico y al fondo la sierra de Ancasti.

La capital de la provincia de Catamarca se encuentra en una zona propensa a sufrir sismos. El último terremoto de gran magnitud se registró en el año 2004 y midió 6,4 en la escala de Richter y Grado VII en la escala de Mercalli.

### Clima

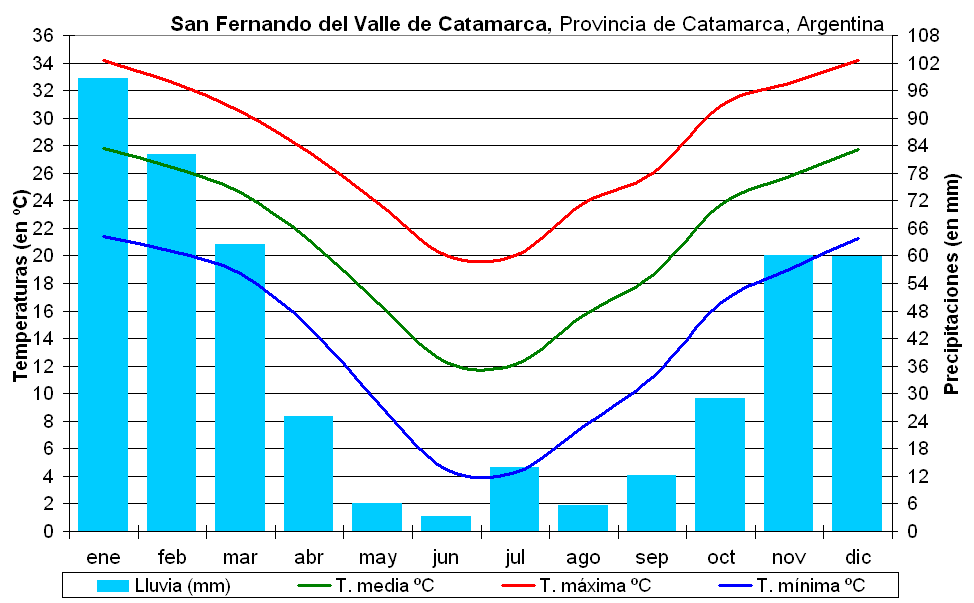
Climograma de San Fernando del Valle de Catamarca.

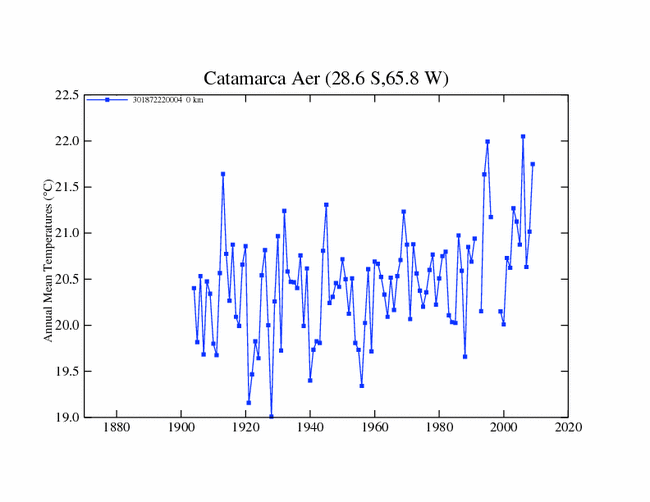
Tº promedio del aire en casilla de San Fernando del Valle de Catamarca

Catamarca cuenta con un clima árido de sierras y bolsón, en donde las lluvias son pocas con un promedio de 412 mm y están concentradas en los meses más calurosos. Según la clasificación climática de Köppen posee un clima semiárido cálido (BSh). El aire es seco y caracterizado por la frecuente ocurrencia del viento noreste, cuya máxima intensidad se registra entre los meses de octubre y noviembre. Los veranos son secos  y cálidos y los inviernos templados. La temperatura media anual es de 21 °C con un máximo promedio de 34 °C en verano y una mínima promedio de 4 °C en invierno. Las temperaturas en las regiones interiores de la alta montaña pueden descender a -30 °C.
Existen dos zonas ambientales en los alrededores de la ciudad. Por un lado la zona del valle, que comprende la Cuenca del Río del Valle, y por otro lado el cinturón serrano, donde se encuentran las montañas que rodean al valle. Estas dos zonas cuentan con diferentes climas: por un lado el primero cuenta con escasas lluvias, mientras que el segundo cuenta con diferentes microclimas.
| Parámetros climáticos promedio de San Fernando del Valle de Catamarca (1991-2020), (extremos 1991-presente) | Parámetros climáticos promedio de San Fernando del Valle de Catamarca (1991-2020), (extremos 1991-presente) | Parámetros climáticos promedio de San Fernando del Valle de Catamarca (1991-2020), (extremos 1991-presente) | Parámetros climáticos promedio de San Fernando del Valle de Catamarca (1991-2020), (extremos 1991-presente) | Parámetros climáticos promedio de San Fernando del Valle de Catamarca (1991-2020), (extremos 1991-presente) | Parámetros climáticos promedio de San Fernando del Valle de Catamarca (1991-2020), (extremos 1991-presente) | Parámetros climáticos promedio de San Fernando del Valle de Catamarca (1991-2020), (extremos 1991-presente) | Parámetros climáticos promedio de San Fernando del Valle de Catamarca (1991-2020), (extremos 1991-presente) | Parámetros climáticos promedio de San Fernando del Valle de Catamarca (1991-2020), (extremos 1991-presente) | Parámetros climáticos promedio de San Fernando del Valle de Catamarca (1991-2020), (extremos 1991-presente) | Parámetros climáticos promedio de San Fernando del Valle de Catamarca (1991-2020), (extremos 1991-presente) | Parámetros climáticos promedio de San Fernando del Valle de Catamarca (1991-2020), (extremos 1991-presente) | Parámetros climáticos promedio de San Fernando del Valle de Catamarca (1991-2020), (extremos 1991-presente) | Parámetros climáticos promedio de San Fernando del Valle de Catamarca (1991-2020), (extremos 1991-presente) |
| Mes | Ene. | Feb. | Mar. | Abr. | May. | Jun. | Jul. | Ago. | Sep. | Oct. | Nov. | Dic. | Anual |
| --- | --- | --- | --- | --- | --- | --- | --- | --- | --- | --- | --- | --- | --- |
| Temp. máx. abs. (°C)                                                                                        | 44.0 | 43.6 | 41.0 | 37.8 | 36.6 | 31.3 | 35.2 | 40.6 | 43.6 | 47.0 | 45.2 | 45.0 | 47.0 |
| Temp. máx. media (°C)                                                                                       | 34.5 | 33.0 | 31.3 | 27.6 | 23.4 | 20.2 | 20.3 | 24.3 | 27.7 | 30.8 | 32.8 | 34.6 | 28.4 |
| Temp. media (°C)                                                                                            | 27.8 | 26.4 | 24.6 | 20.7 | 16.2 | 12.2 | 11.7 | 15.8 | 19.8 | 23.7 | 26.0 | 27.6 | 21.0 |
| Temp. mín. media (°C)                                                                                       | 21.9 | 20.8 | 19.2 | 15.0 | 10.3 | 5.6 | 4.5 | 7.7 | 12.2 | 16.9 | 19.6 | 21.3 | 14.6 |
| Temp. mín. abs. (°C)                                                                                        | 12.4 | 9.7 | 9.1 | 0.9 | -2.2 | -4.4 | -7.4 | -4.7 | -5.9 | 2.3 | 5.8 | 8.9 | -7.4 |
| Precipitación total (mm)                                                                                    | 80.9 | 73.8 | 50.1 | 31.1 | 12.7 | 7.0 | 4.1 | 2.9 | 5.6 | 24.4 | 45.1 | 73.4 | 411.1 |
| Fuente: SMN                                                                                                 | | | | | | | | | | | | | |

### Sismicidad
La sismicidad de la región de Catamarca es frecuente y de intensidad baja, y un silencio sísmico de terremotos medios a graves cada 30 años en áreas aleatorias. Sus últimas expresiones se produjeron:
- 22 de septiembre de 1908 (116 años), a las 17.00 UTC-3, con 6,5 Richter, escala de Mercalli VII; ubicación 30°30′0″S 64°30′0″O / -30.50000, -64.50000; profundidad: 100 km ; produjo daños en Deán Funes, Cruz del Eje y Villa de Soto, provincia de Córdoba, y en el sur de las provincias de Santiago del Estero, La Rioja y Catamarca.[14]

- 3 de noviembre de 1973 (51 años), a las 14.17 UTC-3 con 5,8 Richter: además de la gravedad física del fenómeno se unió el desconocimiento absoluto de la población a estos eventos recurrentes.

- 7 de septiembre de 2004 (20 años), a las 8.53 UTC-3, con una magnitud aproximadamente de 6,5 en la escala de Richter (terremoto de Catamarca de 2004).[13]

## Historia
Los primeros habitantes de la zona fueron los diaguitas quienes poblaron el actual territorio de Catamarca. Entre los siglos XVI y XVII se fundaron una serie de ciudades en toda América, principalmente en la zona del noroeste argentino. Estas ciudades persiguieron ciertos objetivos planteados por los españoles, como por ejemplo, garantizar el dominio de la zona.
Así se iniciaron las fundaciones, desencadenando una serie de ataques contra los habitantes del lugar, que se resistían a la subordinación por parte de los colonizadores.
En junio de 1558 el capitán Juan Pérez de Zurita fundó Londres de la Nueva Inglaterra, en el valle de Quinmivil. Cuando en 1561 fuera reemplazado por Gregorio de Castañeda en la tenencia de gobierno general de Santiago del Estero —que estaba subordinada a la Capitanía General de Chile— decidió trasladar la ciudad de Londres al valle de Conando, renombrándola Villagra.
En el año 1607 arribó al territorio el teniente de gobernador riojano Gaspar Doncel y fue quien fundara San Juan Bautista de la Ribera. Pero ante las constantes crecidas del río Famayfil, los vecinos pidieron al entonces gobernador tucumano Luis de Quiñones Osorio, el traslado de la ciudad en 1612. Finalmente, se fundó San Juan Bautista de la Paz, con lo cual de esta manera la ciudad regresó al lugar de su primera fundación.
El pueblo continuó en calma por 18 años, hasta que en 1630 se iniciaron las guerras calchaquíes y la ciudad fue destruida por los nativos, con el cacique Juan Chalimín como líder.
El 15 de septiembre de 1633 Jerónimo Luis II de Cabrera y Garay fundó San Juan Bautista de la Ribera de Pomán, siendo esta la quinta fundación de la ciudad de Londres.
Como Pomán de Londres recibía constantes ataques de los nativos, y en Valle Viejo existía un pueblo floreciente que era posta entre Santiago del Estero y Tucumán en su comunicación con La Rioja los vecinos pidieron su traslado a esta, lo que se acordó en 1679.

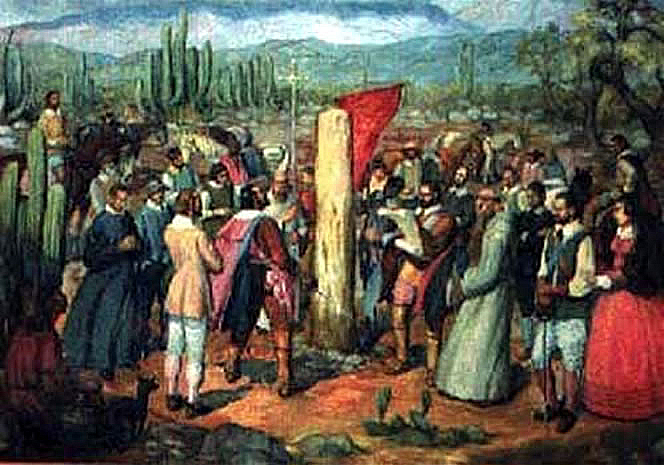
Fundación de San Fernando del Valle de Catamarca.

El 5 de julio de 1683 el gobernador tucumano Fernando de Mendoza y Mate de Luna fundó la ciudad de «San Fernando del Valle de Catamarca», en el valle central. Su nombre deriva del quechua y significa fortaleza en la falda. Lo hizo obedeciendo la real cédula de 16 de agosto de 1679, por la cual se mandó trasladar allí a San Juan Bautista de la Rivera de Londres, incorporando jurisdicción de las ciudades de: Santiago del Estero (sierras del Alto Ancasti), San Miguel de Tucumán (Santa Rosa, valles de Singuil y de Catamarca), y La Rioja (valles de Capayán y de Chumbicha), además de la jurisdicción de Londres que fue reducida cediendo a La Rioja los pueblos de Machigasta y Aimogasta y el valle Vicioso.

## Demografía
San Fernando es la ciudad más poblada de la provincia, y la decimosexta entre las capitales de las provincias argentinas. Cuenta con una población de 159 139 habitantes (Indec, 2010) según el censo de 2001, representando un crecimiento del 13% con respecto al censo anterior. El 51,62% de la población está conformada por mujeres, y 48,38% por hombres.
Además, se trata de la ciudad cabecera del Gran San Fernando del Valle de Catamarca, una aglomeración urbana que conforma junto a San Isidro, San José y otras pequeñas ciudades. Este aglomerado cuenta con una población total de 200 100 habitantes (Indec, 2010) y en ella habita el 51,38% de la población provincial.
El primer censo que se realizó en la ciudad obtuvo que solo 24 de los 67 extranjeros que habitaban la provincia residían en la capital provincial. Eran inmigrantes italianos, y 19 eran varones y 5 mujeres. La población de la ciudad también estuvo compuesta por judíos y sirios-libaneses, cuyo número de habitantes más alto alcanzó las 19.792 personas en 1922. La mayoría de los inmigrantes establecieron locales comerciales en las principales calles y avenidas. Actualmente en la ciudad residen 656 extranjeros, la mayoría de ellos de países limítrofes como Chile, Bolivia, Paraguay, Perú y Uruguay, y de países europeos como Italia y España.
| Gráfica de evolución demográfica de San Fernando del Valle de Catamarca entre 1869 y 2010 |
|                                                                                           |

## Administración y política

### Intendencia
La Carta Orgánica Municipal fue sancionada el 29 de diciembre de 1993. En sus primeros artículos, en el Capítulo 1, se establecen los límites de la ciudad, la jurisdicción, los símbolos y la organización de la ciudad. En el Capítulo 2 se encuentran los principios de Gobierno, y en el Capítulo 3, los Deberes, Derechos y Garantías.

Artículo 2
.- Organización, Soberanía: La Municipalidad de San Fernando del Valle de Catamarca, organiza su Gobierno bajo la forma representativa, republicana y social. La soberanía reside en el pueblo, quien la ejerce por medio de sus representantes, y de acuerdo a las formas de participación que esta Carta Orgánica establece.-
Carta Orgánica de la ciudad de San Fernando del Valle de Catamarca, Capítulo 1 "Disposiciones Generales", Artículo 2

Según este documento, la persona a cargo del Departamento Ejecutivo y jefe de la Administración Municipal es el Intendente, un ciudadano electo en forma directa y a simple mayoría de sufragios. Para ser electo, debe reunir ciertas condiciones ya establecidas.

Artículo 64
.- Condiciones: Para ser electo Intendente Municipal se requiere ser ciudadano argentino, haber cumplido veinticinco (25) años de edad, cuatro (4) años en el ejercicio de la ciudadanía y una residencia inmediata en el Municipio de dos (2) años al tiempo de la elección, rigiendo las mismas condiciones e inhabilidades de los Concejales.
Carta Orgánica de la ciudad de San Fernando del Valle de Catamarca, Título Primero "Organización del gobierno" , Capítulo 4, Artículo 64

| Mandato   | Nombre del intendente      | Partido político     |
| --------- | -------------------------- | -------------------- |
| 1983–1987 | Yamil Horacio Fadel        | UCR                  |
| 1987–1991 | José Guido Jalil           | MPC                  |
| 1991      | Hugo Alberto Mott          | Intervención federal |
| 1991      | Juan Carlos Fussi          | Intervención federal |
| 1991–1995 | Eduardo Brizuela del Moral | UCR                  |
| 1995-1999 | Eduardo Brizuela del Moral | UCR                  |
| 1999–2001 | Eduardo Brizuela del Moral | UCR                  |
| 2001-2003 | Humberto Rebellato         | UCR                  |
| 2003–2007 | Ricardo Gaspar Guzmán      | UCR                  |
| 2007–2011 | Ricardo Gaspar Guzmán      | UCR                  |
| 2011-2015 | Raúl Jalil                 | FPV                  |
| 2015-2019 | Raúl Jalil                 | Renovación Peronista |
| 2019-2023 | Gustavo Saadi              | Renovación Peronista |
| 2023-2027 | Gustavo Saadi              | Renovación Peronista |

## Economía
El sector industrial en la ciudad comenzó a crecer en la década de 1970, cuando la provincia entró en una etapa de desarrollo de la industria que finalizó con la firma de la Ley de Desarrollo Económico 22702. Esta ley promulgó el Régimen de Promoción Industrial y el Sistema de Diferimientos Impositivos, y provocó la llegada de diversas industrias que se asentaron en el Parque Industrial el Pantanillo, principal polo fabril de la provincia. En él se instalaron empresas del rubro de la indumentaria y el calzado, como Calzados Catamarca, Confecat y Artex, del metal como Philco, y del rubro de la alimentación y la fábrica IPC (Industrias Plásticas Catamarca) que fábrica CD-R y DVD, entre otros.
Otro sector importante de la economía es la cosecha de olivo principalmente, con el cual se produce aceite de oliva. Esta actividad se comenzó a desarrollar con la llegada de los Jesuitas y los conquistadores españoles. El microclima del Valle permite la plantación de este tipo de plantas.
Además las plantaciones de uva de mesa, citrus, frutales de carozo, jojoba y algodón son actividades importantes. Los productos locales son las conservas y los tejidos como el poncho.

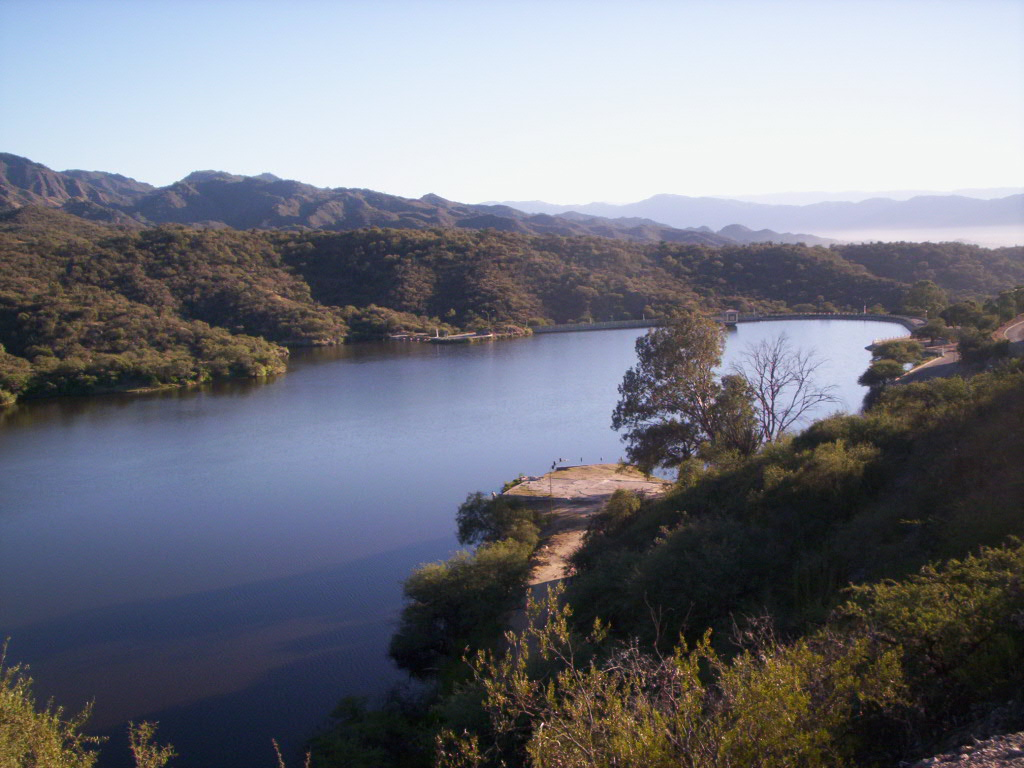
Dique El Jumeal.

## Bienestar social

### Espacios Verdes
- Plaza 25 de Mayo
- Plaza 25 de Agosto
- Parque de los Niños
- Parque Adán Quiroga (principal pulmón verde de la ciudad)
- Plaza del Aborigen (Valle Viejo)
- Circuito El Jumeal.
- Paseo General Navarro (La Alameda)

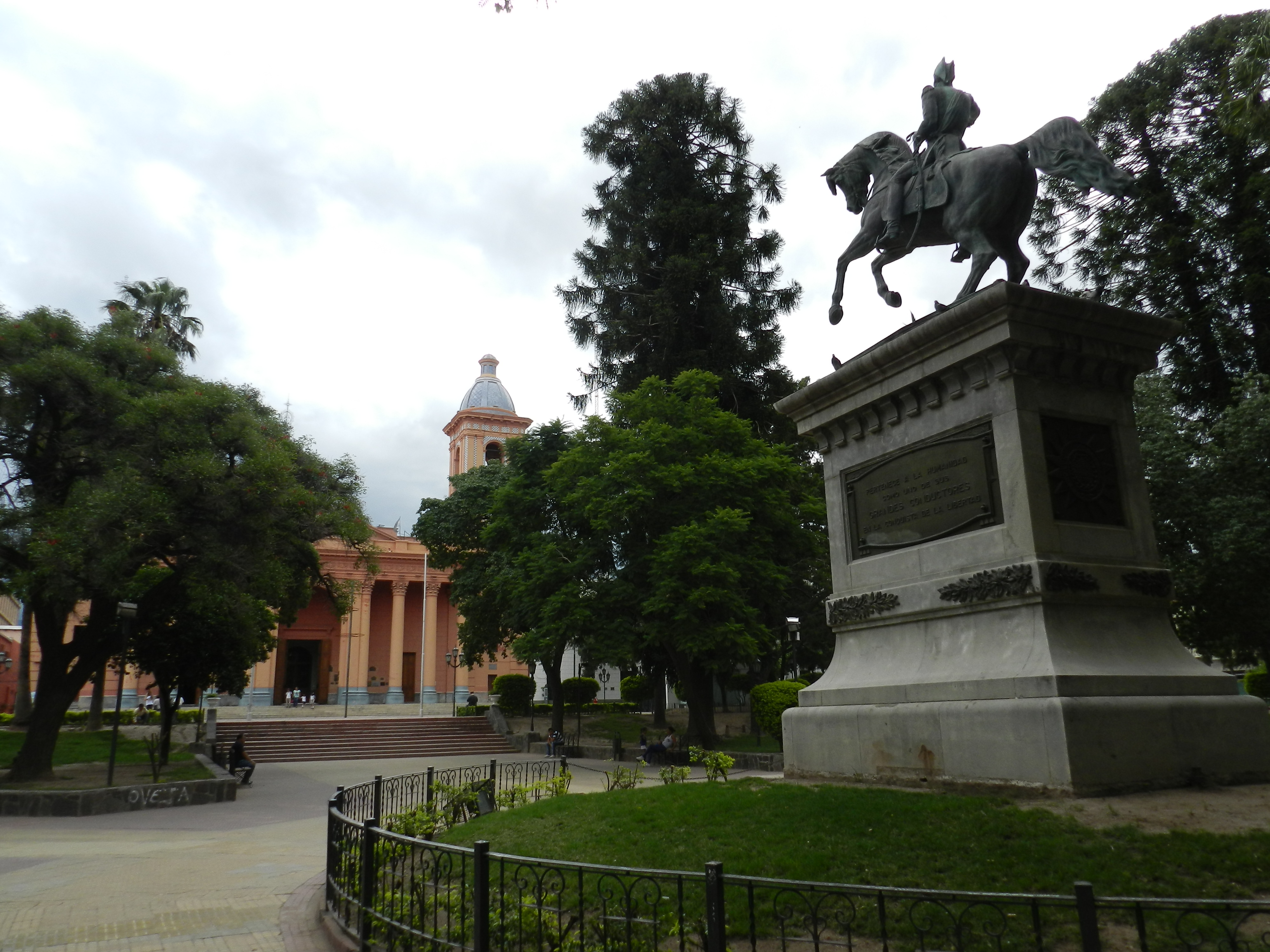
Plaza 25 de Mayo con la Basílica de fondo

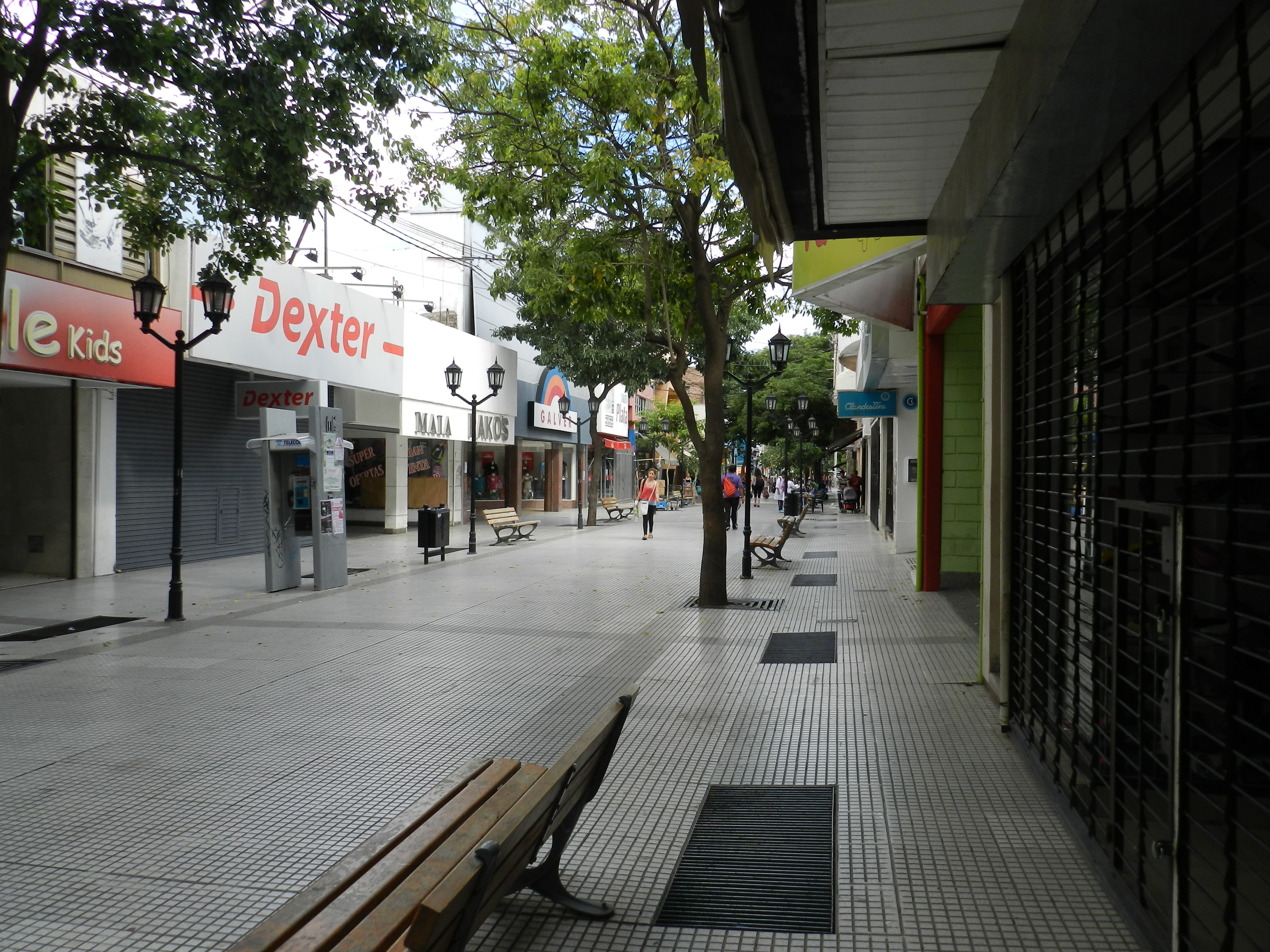
Peatonal de San Fernando del Valle de Catamarca

- Plaza Dr. Raúl Ricardo Alfonsín
- Plaza Virgen Del Valle
- Plaza Del Maestro
- Plaza de Choya
- Plaza Huayra Tawa

### Salud
El Hospital Interzonal San Juan Bautista es el principal hospital de la ciudad. Atiende a pacientes zonales y provinciales y posee 220 camas, 4 quirófanos para cirugías, 2 salas de emergencia y una escuela donde se pueden hacer residencias de Tocoginecología, Cirugía General y Médico Generalista y Familiar.
En forma complementaria, el Hospital Interzonal de Niños Eva Perón se ocupa de la salud de los niños. Se trata de un hospital de Alta Complejidad que cuenta con 64 médicos de planta y 74 camas de internación pediátrica.
Además, la Dirección de Salud Pública de la ciudad posee 12 Unidades de Atención Primaria, distribuidas en diferentes barrios. Estos centros cuentan con especialistas en Clínica Médica, Pediatría, Odontología, Psicología y Ginecología, entre otros.

### Educación
Se estima que el analfabetismo en la ciudad es del 1,40%. El 98,90% de los niños de 4 a 11 años asisten a establecimientos educativos, mientras que el 97,27% de los adolescentes de 12 a 14 años y el 86,35% de los jóvenes de 15 a 17 años concurren a un colegio.
Existen en la ciudad 42 colegios de Nivel inicial, 42 de Educación General Básica y 29 de Nivel medio o Polimodal, mientras que son 12 los establecimientos terciarios. A Nivel universitario cuenta con diversos IES (Institutos de Educación Superior) y con la Universidad Nacional de Catamarca (UNCa), que es pública y fue fundada en 1972. Dicho centro de altos estudios ofrece unas 50 carreras en diversas facultades, en las que estudian más de 10 000 alumnos, y cuenta con una Escuela Superior de Arqueología, una editorial y una emisora radial.

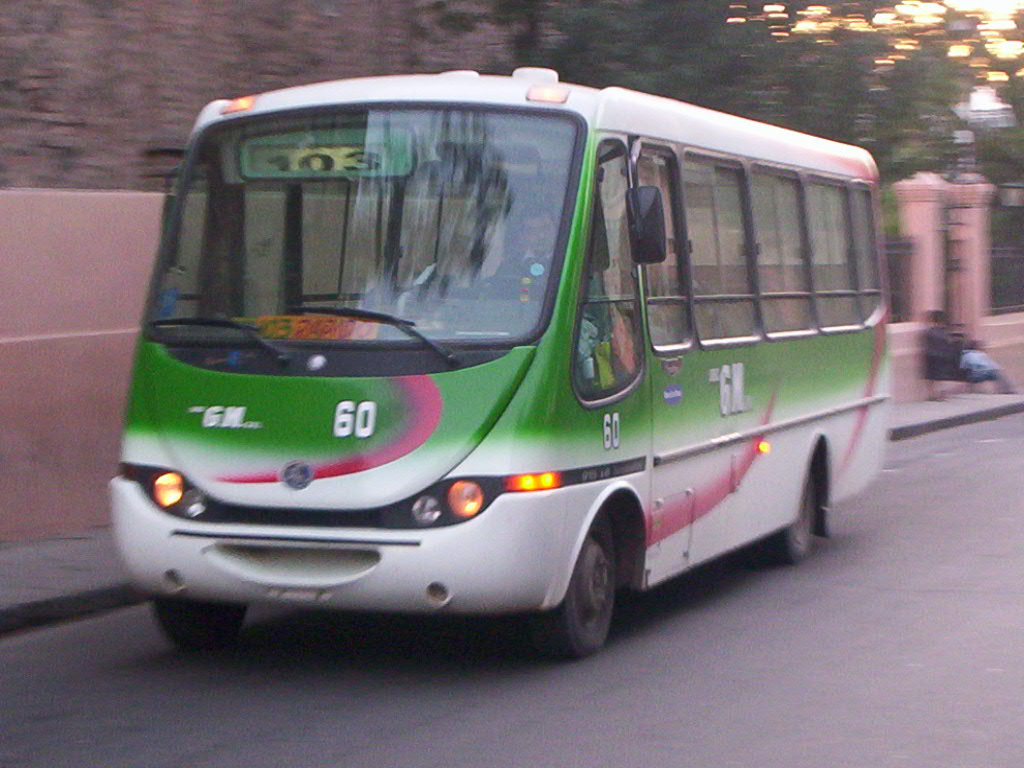
Colectivo de un ramal de la línea 103 en San Fernando del Valle de Catamarca.

## Transporte

### Transporte terrestre
La ciudad se encuentra conectada a la Red Nacional de carreteras a través de la Ruta Nacional 38, y a la Red Provincial a través de las Rutas Provinciales 1, 4, 33 y 108.
Además, existen 21 líneas de colectivo que recorren la ciudad. Ellas son la 101, 101A, 101 Variante, 102, 103, 103A, 103 Rápido, 104, 104A, 104 B, 104 C, 105, 105C, 105 Rápido, 106, 106A, 108 A, 108 B, 108 Directo, 109 y 109A, 109B, 201, 202A, 202B, 202 Sumalao, 204, 204 Sumalao, y 207. Estas líneas son administradas por 4 empresas: GM, El Nene, Cooperativa San Fernando y Cooperativa 27 de Diciembre. Otras líneas de colectivo hacen un recorrido suburbano, llegando al Dique Las Pirquitas, Sumalao, San Isidro, El Portezuelo y Banda de Varela. También cuenta con una Terminal de Ómnibus, ubicada en el centro de la ciudad, desde donde parten autobuses hacia diferentes destinos, tanto provinciales como nacionales.

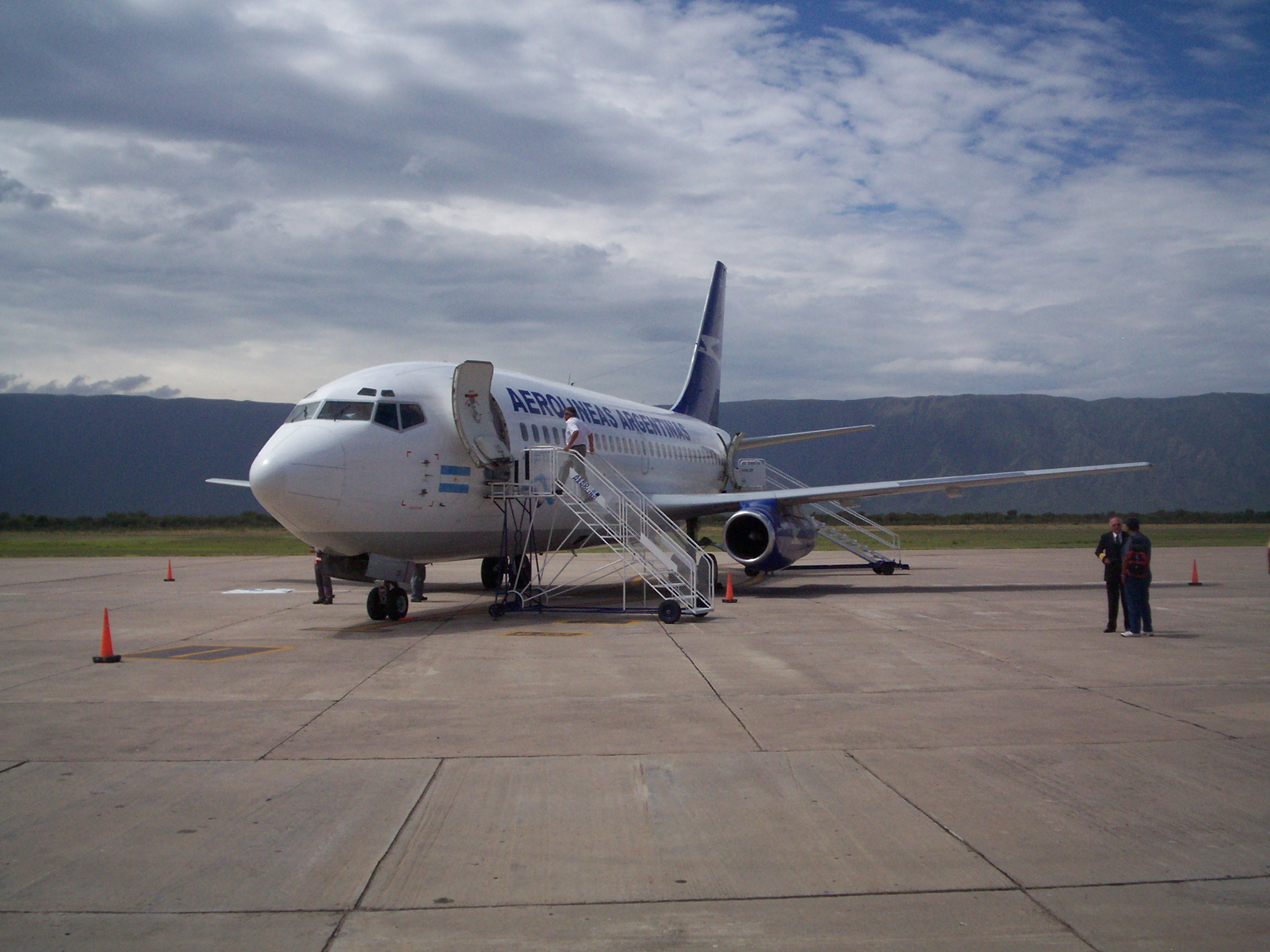
Aeropuerto Coronel Felipe Varela.

### Transporte aéreo
La ciudad cuenta con un aeropuerto, llamado Coronel Felipe Varela, ubicado al sudeste de la ciudad, a 15 km del centro y a 464 m s. n. m. Fue inaugurado el 14 de noviembre de 1972 por el gobernador de facto Horacio Pernasetti; sin embargo, el primer vuelo comercial arribó el 3 de enero de 1973.  Está concesionado por Aeropuertos Argentina 2000.
Los destinos de los vuelos que parten desde él, son el Aeropuerto Capitán Vicente Almandos Amonacide, de la ciudad de La Rioja, y el Aeroparque Jorge Newbery de la ciudad de Buenos Aires.

## Medios de comunicación

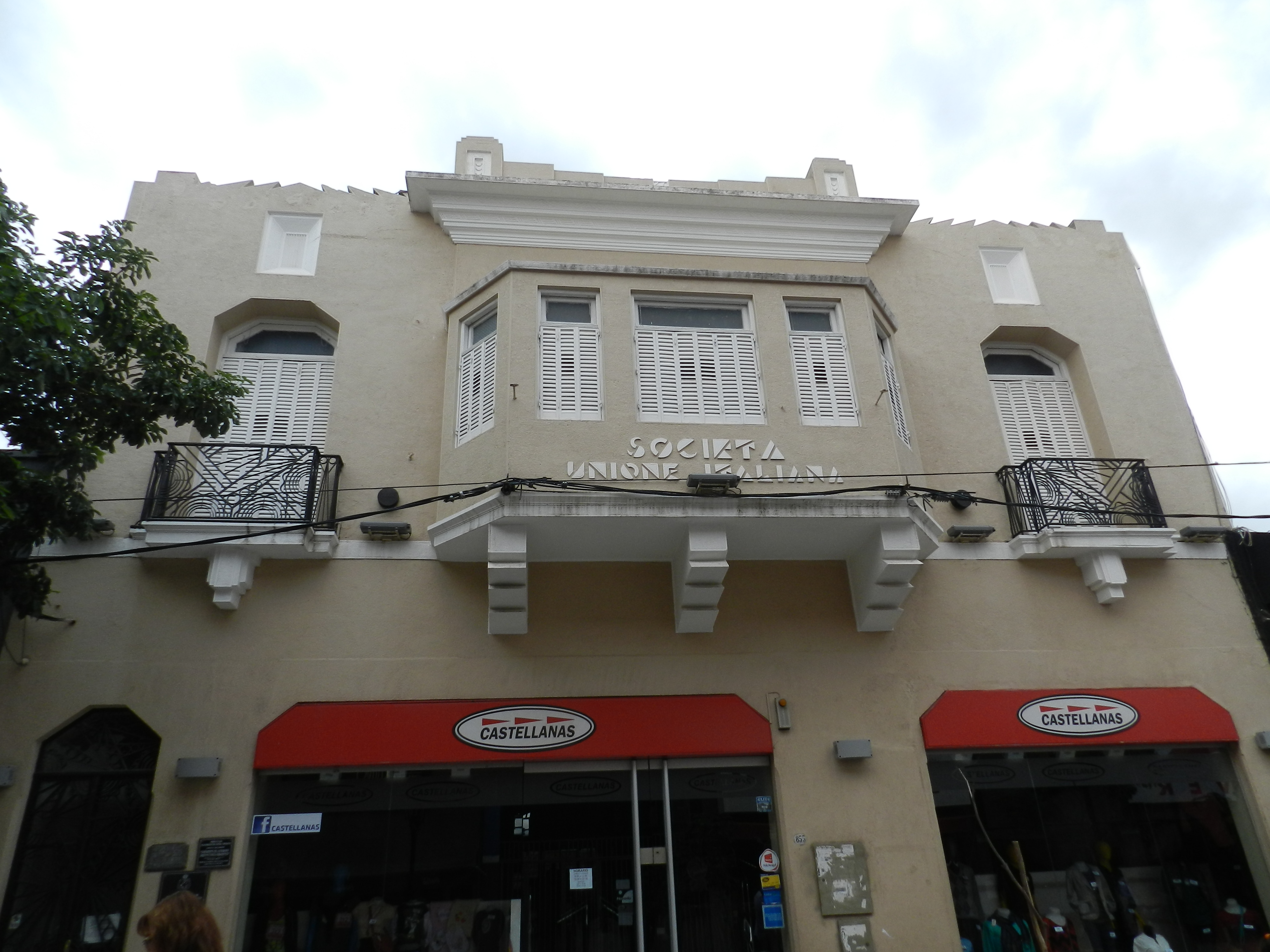
Società Unione Italiana di Catamarca.

### Diarios
Se editan en la capital catamarqueña importantes periódicos impresos de edición diaria que se distribuyen en toda la provincia:
- La Unión (fundado el 30 de agosto de 1928)[34]
- El Ancasti (fundado el 8 de julio de 1988)[35]
- El Esquiú (fundado en 2010)
- Catamarca Actual
- El Diario de Catamarca
- Catamarca Ya
- Primeras Líneas
- Informe 24
- Catamarca es noticia
- El Pucará
- Catamarca te informa
- El Esquiudense
- Catamarca Rural
- Diario Calchaquí
- Catamarca Provincia
- San Fernando Digital
- Datamarca
- Esquiú Digital
- Actualidad Catamarqueña
- inforama

### Radios AM/FM
- Radio Nacional Catamarca (AM 730 kHz/FM 103.3 MHz)
- Radio Valle Viejo (FM 104.1 MHz)
- Soft (FM 89.1 MHz)
- Cadena 3 Catamarca (FM 101.9 MHz)
- Estilo (FM 93.3 MHz)
- Radio Provincia (FM 100.3 MHz)
- Concepto Catamarca (FM 92.7 MHz)
- Red Aleluya Catamarca (FM 94.1 MHz)
- República (FM 100.1 MHz)
- CNN Radio Catamarca (FM 99.3 MHz)
- La Perla (FM 97.5 MHz)
- Universidad (FM 100.7 MHz)
- Impacto (FM 106.1 MHz)
- Del Plata Catamarca (FM 102.5 MHz)
- Open (FM 106.7 MHz)
- Cadena 5 (FM 88.3/104.7 MHz)
- Radio de Clásicos (FM 93.5 MHz)
- Delta (FM 101.3 MHz)
- La 100 Catamarca (FM 96.9 MHz)
- Radio Unión (FM 91.3 MHz)
- Viva (FM 96.1 MHz)
- Mujer/Vale Catamarca (FM 99.1 MHz)
- Pop Catamarca (FM 97.1 MHz)
- Mega (FM 99.7 MHz)
- Sólido (FM 89.9 MHz)
- Continental Catamarca (FM 98.5 MHz)
- Rivadavia Catamarca (FM 94.9 MHz)
- Radiodifusora del Valle (FM 103.7 MHz)

### Televisión
- TVeo Catamarca Canal 2
- Canal 5 Airevisión
- Canal 7
- Canal 8
- Teletec Canal 10
- Canal 79
- ACTV

## Patrimonio

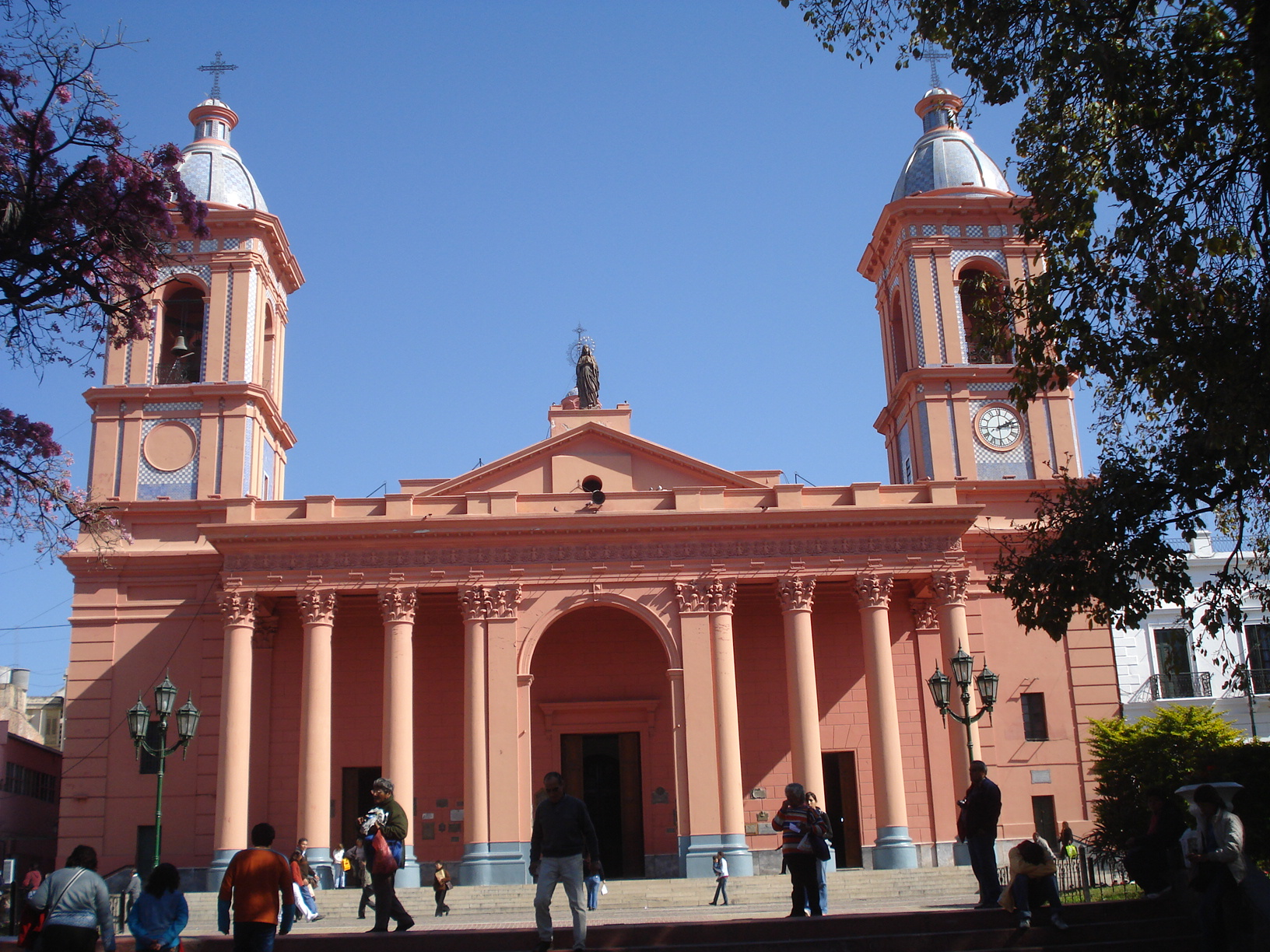
La Catedral Basílica, ubicada en el centro de la ciudad.

### Monumentos Históricos Nacionales
Existen dos monumentos históricos en la ciudad:
- La Catedral Basílica de Nuestra Señora del Valle: se encuentra en el centro de la ciudad. Con un estilo neoclásico, fue construida en honor a la Nuestra Señora del Valle.[36] La primera capilla fue construida entre los años 1691 y 1695 y la segunda en 1740, pero la actual iglesia fue construida e inaugurada en 1869.[37]  Fue declarada monumento histórico nacional en 1941 y tiene una nave principal y dos laterales. Cuenta con varias capillas intercomunicadas.

- El Templo de San Francisco: en el lugar los franciscanos construyeron una primera iglesia en 1695 y una segunda en 1761 que se derrumbó en 1873. La actual se comenzó a construir en 1882 y se terminó en 1905. Se encuentra en el casco histórico de la ciudad. Es de estilo italiano, y su fachada, obra del italiano Luis Giorgi, está organizada en órdenes clásicos superpuestos. En el atrio se encuentra una estatua del patriota Fray Mamerto Esquiú.[38]

## Cultura
Su cultura es variada, contando con diversas formas de manifestación artística en la danza, la música, el teatro, la literatura y la pintura.  Además su identidad cultural está arraigada en parte a la tradición ancestral aborigen, como el Festival Nacional del Poncho que atrae anualmente a miles de personas de la misma provincia, provincias vecinas e incluso de otras nacionalidades. Esta herencia cultural deviene de que hacia el noroeste del territorio donde se encuentra actualmente San Fernando, habitaban tribus como los motigastas, los sitguagastas, los collagastas, los colpes, los huaycamas, los paquilingastas, los alijilanes y los apatamas. Estas tribus estaban ligadas al imperio incaico. Reflejo de esta tradición es la realización de tejidos y el desarrollo de la alfarería artesanal.

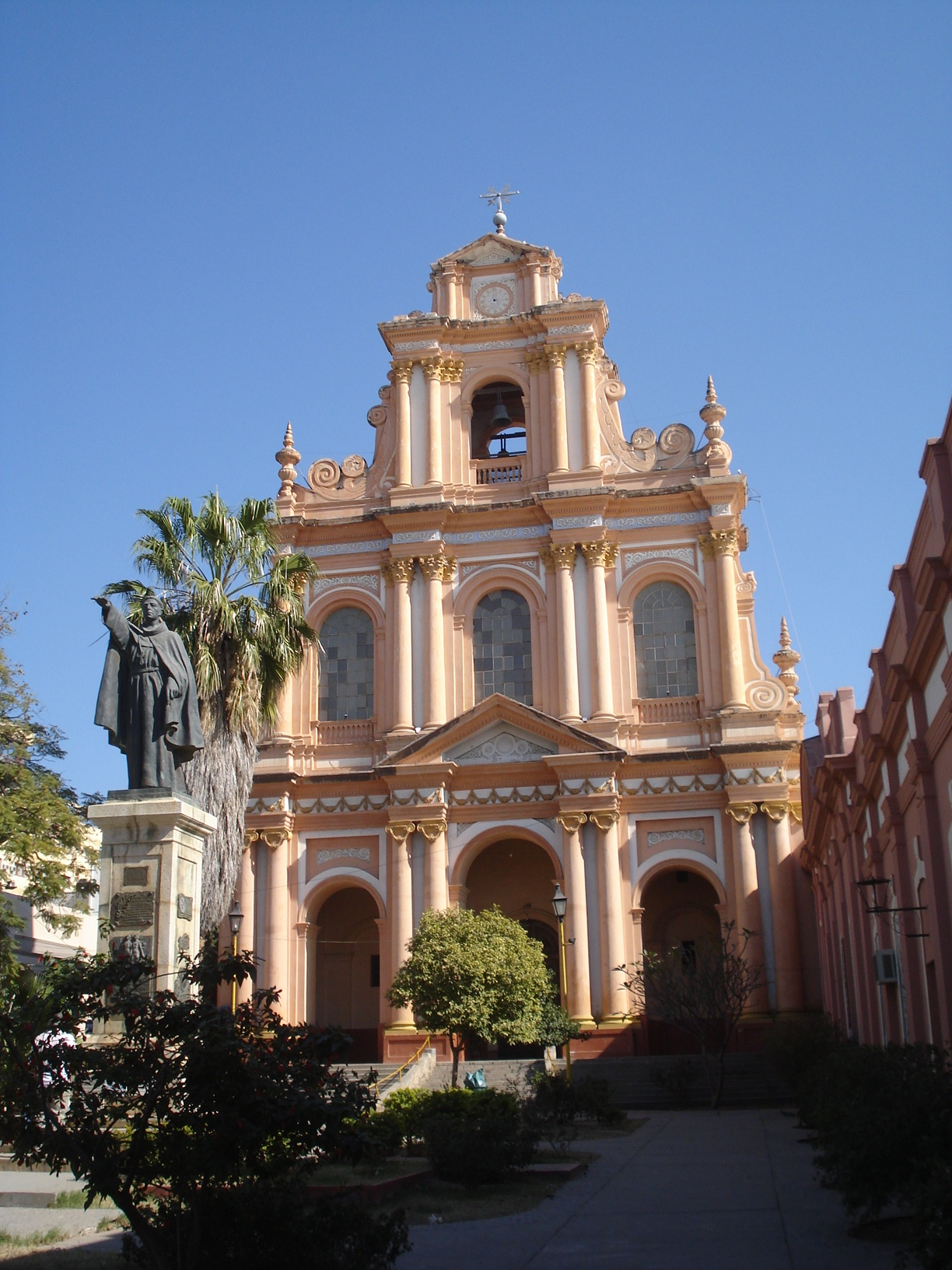
Templo de San Francisco y monumento a Fray Mamerto Esquiú ubicada en la manzana franciscana.

## Turismo
Los principales atractivos de la ciudad se ven vinculados a la impronta cultural y natural que se reflejan principalmente en el poncho catamarqueño, las comidas típicas y el folklore, que en muchos casos describen paisajes o momentos históricos-religiosos. Además la ciudad es el polo comercial más grande de la provincia, posee un gran número de museos, teatros, restaurantes, pubs y la realización de eventos deportivos, artísticos y culturales.
La ciudad resguarda edificios con un gran valor histórico que surgieron con la época dorada (en el proceso de urbanismo) de la ciudad, conocida como «La Atenas del Norte Argentino». Uno de ellos es la Catedral Basílica Nuestra Señora del Valle. Se encuentra próxima a la plaza 25 de mayo, una de las primeras plazas parquizadas en el país, ambas construidas por el arquitecto italiano Luis Caravatti entre los años 1859 y 1869. En el santuario pueden entrar 3500 feligreses. La Virgen del Valle es considerada la Patrona Nacional del Turismo.
Por otro lado la iglesia de San Francisco perteneciente a la orden de los franciscanos es un templo barroco-colonial ubicado en el casco céntrico. Dentro del templo se halla el corazón de Fray Mamerto Esquiú, conservado como reliquia, y en su fachada, una estatua en honor al religioso. Se encuentra dentro del Complejo Cultural Esquiú, que comprende además el Museo Arqueológico Adán Quiroga, el Museo de Historia Colonial, la sala Esquiú de arte sacro y la Biblioteca Sarmiento.
Otros puntos de interés son la Casa de Gobierno, diseñada, al igual que la Catedral Basílica, por Luis Caravatti, el Museo de Bellas Artes «Laureano Brizuela», que cuenta con 400 pinturas y 30 esculturas de artistas de renombre nacional como Benito Quinquela Martín, Antonio Berni, Raúl Soldi y Emilio Caraffa, entre otros.
La fisonomía de San Fernando permite desarrollar diversas actividades, desde paseos comerciales y visitas culturales hasta actividades como senderismo, pesca, bicicleta de montaña y cabalgatas. Además conserva diversos circuitos religiosos, históricos y arqueológicos como el «Pueblo Perdido de la Quebrada».
Debido a su accesibilidad, la ciudad funciona como el punto de partida para el recorrido de los importantes atractivos naturales del interior provincial. Se encuentra próxima a villas veraniegas asentadas en las sierras de los alrededores, esto en conjunto ha permitido el crecimiento de la planta turística y de los servicios.

### Fiestas
La fiesta más concurrida por el público, tanto regional como nacional, es la Fiesta Nacional e Internacional del Poncho. Nació en el año 1954, con el nombre de Festival del Tejido Catamarqueño. Posteriormente, en 1967, se la nombró como actualmente se conoce, ya que el poncho pasó a ser el protagonista del Festival.
El festival se realiza todos los años en el mes de julio con una variada oferta artística: cine, teatro, dibujo, pintura, danzas y música.
La celebración religiosa más importante es la de la Virgen del Valle. Su imagen fue descubierta por indígenas encomendados al servicio de Don Manuel de Zalazar en el año 1620, cuando vieron a un grupo de niñas indígenas que se dirigía a Choya para venerar a una imagen. La celebración comienza el 29 de noviembre, y finaliza el 8 de diciembre con la procesión. Lo mismo sucede 15 días después de Pascuas. Esta virgen es patrona: de la ciudad, de la Provincia de Catamarca, del Noroeste Argentino, de la diócesis de Añatuya, de los algodoneros del Chaco, nacional del paracaidismo y nacional del turismo.

## Barrios
| Barrio                 | Sub barrios |
| ---------------------- | --- |
| Manuel de Salazar      | 32 Viviendas Norte, 48 Viviendas Norte, 50 Viviendas Norte, Cerro Las Rosas y Los Periodistas. |
| Norte                  | 11 de mayo, 26 Viviendas Norte, 56 Viviendas Norte, 156 Viviendas Norte, Altos de Choya, El Mástil, Eva Perón, Hipódromo, La Isla, La Victoria, Los Amigos, Los Ceibos, Los Eucaliptos, Mariano Moreno, Monseñor Pedro A. Torres Farías, Mutual del Magisterio, Nueva Esperanza, Parque América, Parque Geoghegan, Parque La Gruta, Parque Norte, Piloto, Portal del Norte, San José Obrero, Sol de Mayo, Valle del Inca y Virgen Morenita. |
| Choya                  | 58 Viviendas, 70 Viviendas, Antártida Argentina, Balcón de la Ciudad, Centenario, Choya, Crisólogo Larralde, El Jumeal, El Milagro, General Paz, Las Flores, Las Gramillas, Lomas del Mirador, Los Pinos, Parque Norte, San Martín de Porres y Villa Bosch |
| Avellaneda y Tula      | 25 de agosto, 150 Viviendas, 250 Viviendas, El Potrerillo, Calchaquí, Círculo Médico, Fray Mamerto Esquiú, Huayra Punco, Juan XXIII, Judicial, Loteo Ocampo, San Carlos y San Fernando. |
| Centro                 | Fariñango y Marcos Avellaneda. |
| Achachay               | 27 Viviendas, Calera del Sauce, Centro de Ingenieros, Lomas del Tala, Los Ingenieros, Loteo López Bustos y Ojo de Agua. |
| Villa Cubas            | 21 de noviembre, 25 Viviendas, Apolo, Doctor Manuel Belgrano, Instituto, Libertador I, Libertador II, Mejor Hogar, Obras Sanitarias, Ocampo, Policial, San Ramón Nonato, y Vial. |
| La Tablada             | 70 Viviendas y Municipal. |
| Leandro N. Alem        | Capataz Villafañez, Cementerio, Cristo Rey, Los Ejidos, Municipal Pueyrredón, Obispo Colombres, Sud y Virgen del Valle. |
| Sud                    | 20 de marzo, 48 Viviendas Sur, 50 Viviendas Sur, 100 Viviendas Sur, Almirante Brown, Altos Verdes, Antinaco, Bancario, Calera del Sauce, Inti Huasi, Jesús de Nazareth, Juan Domingo Perón, Las Rocas, Nueva Catamarca, Piñón Fijo, René Favaloro, Romis Raiden, San Antonio, Valle Chico. |
| Juan Manuel de Rosas   | 36 Viviendas, Acuña Isi, Alcira Sur, CGT, Comunitario, Jardín Sussex, La Viñita, Los Troncos, Montecristo, San Jorge, Solidaridad y Altruismo, Vélez Sarsfield, Villa Eumelia y Virgen Niña. |
| Luis Franco            | Asentamiento, Madre Teresa de Calcuta, San Antonio Sur y Santa Marta. |
| Jorge Bermúdez         | 240 Viviendas, Autonomía, CAPRESCA, Jardín, Martín Miguel de Güemes y Policía Federal. |
| 9 de Julio             | 9 de julio, Ángel Leandro Paz, Bella Vista, Islas Malvinas y Las Margaritas. |
| La Chacarita           | 17 de octubre, Flores y Aimereti, La Cruz Negra, San Martín, Santa Lucía y Viuda de Varela. |
| Villa Parque Chacabuco | Los Álamos, Valle Hermoso y Villa Reyes. |
| Banda de Varela        | Banda de Varela |

## Parroquias de la Iglesia católica en San Fernando del Valle de Catamarca
| Diócesis   | Catamarca |
| ---------- | --- |
| Parroquias | Catedral de Nuestra Señora del Valle, Inmaculado Corazón de María, Sagrado Corazón de Jesús, Jesús Niño, San José Obrero, Santa Rosa de Lima, Sagrada Familia, San Antonio de Padua, San Roque, San Pío X, San Jorge, San Jorge, San Nicolás de Bari, Espíritu Santo |